# Vùng Đức Quốc xã chiếm đóng ở châu Âu

Châu Âu dưới sự kiểm soát đỉnh cao của Đức Quốc xã năm 1942

Vùng đất Đức chiếm đóng ở Châu Âu hoặc Châu Âu Quốc xã đề cập đến các quốc gia có chủ quyền ở Châu Âu bị lực lượng vũ trang Đức Quốc xã chiếm đóng trong giai đoạn từ 1939 đến 1945 và do chính quyền Đức Quốc xã quản lý.

## Bối cảnh
Một số quốc gia bị Đức chiếm đóng hầu hết là đồng minh của Liên Hiệp Anh hoặc Liên Xô. Một số buộc phải đầu hàng trong cuộc chiến như Tiệp Khắc, Ba Lan và bị chiếm đóng. Các chính phủ hợp pháp thường lưu vong hoặc được công dân nước đó thành lập tại các quốc gia đồng minh. Một số quốc gia bị Quốc xã chiếm đóng trở thành trung lập.

## Quốc gia bị chiếm đóng
Các quốc gia bị chiếm đóng gồm:
| Quốc gia hoặc vùng lãnh thổ bị chiếm đóng                 | Nhà nước bù nhìn hoặc chính quyền quân sự | Mốc thời gian chiếm đóng                                 | Đức sáp nhập lãnh thổ | Phong trào kháng chiến          |
| --------------------------------------------------------- | --- | -------------------------------------------------------- | --- | ------------------------------- |
| Vương quốc Albania                                        | Vương quốc Albania | 8/9/1943 – 12/1944                                       | Không | Kháng chiến Albania             |
| Guernsey · Alderney · Sark · Jersey                       | Đức chiếm Quần đảo Eo Biển (Một phần của Cơ quan quản lý quân sự tại Pháp) | 1/7/1940 – 9/5/1945 (Jersey) 30/6/1940 – 9/5/1945 (Rest) | Không | Quần đảo Eo Biển kháng chiến    |
| Cộng hòa Tiệp Khắc                                        | Cộng hòa Slovak Vùng Đức bảo hộ tại Slovakia | 1/10/1938 – 11/5/1945                                    | Gau Bayreuth · Bảo hộ Bohemia và Moravia · Reichsgau Niederdonau · Reichsgau Oberdonau · Reichsgau Sudetenland                                | Kháng chiến Tiệp Khắc           |
| Nhà nước Liên bang Áo                                     | Không | 12/3/1938 – 9/5/1945                                     | Reichsgau Kärnten Reichsgau Niederdonau Reichsgau Oberdonau Reichsgau Salzburg Reichsgau Steiermark Reichsgau Tirol-Vorarlberg Reichsgau Wien | Kháng chiến Áo                  |
| Thành phố tự do Danzig                                    | Không | 1/9/1939 – 9/5/1945                                      | Reichsgau Danzig-Tây Phổ | Nhân dân Danzig kháng chiến     |
| Cộng hòa Pháp Pháp Tự do Chính phủ lâm thời Cộng hòa Pháp | Quốc gia Pháp Cơ quan quản lý quân sự tại Bỉ và Bắc Pháp Cơ quan quản lý quân sự tại Pháp Dân ủy Đế chế Bỉ và Bắc Pháp                                                                                              | 10/5/1940 – 9/5/1945                                     | Gau Baden · Gau Western March · Reichsgau Wallonien                                                                                           | Kháng chiến Pháp                |
| Tỉnh Montenegro                                           | Đức xâm chiếm lãnh thổ Montenegro | 26/9/1943 – 2/1945                                       | Không | Nam Tư kháng chiến              |
| Đại công quốc Luxembourg                                  | Cơ quan quản lý quân sự tại Luxembourg Cơ quan Quản lý Dân sự Luxembourg | 10/5/1940 – 2/1945                                       | Gau Moselland | Kháng chiến Luxembourg          |
| Nhà nước Độc lập Macedonia                                | Không | 8/9/1944 – 12/1944                                       | Không | Nam Tư kháng chiến              |
| Nhà nước Độc lập Croatia                                  | Vùng ảnh hưởng của Đức | 10/4/1941 – 9/5/1945                                     | Không | Nam Tư kháng chiến              |
| Quần đảo Aegean của Ý                                     | Quần đảo Aegean của Ý | 8/9/1943 – 8/5/1945                                      | Không |                                 |
| Vương quốc Bỉ                                             | Cơ quan quản lý quân sự tại Bỉ và Bắc Pháp Dân ủy Đế chế Bỉ và Bắc Pháp | 10/5/1940 – 2/1945                                       | Gau Cologne-Aachen Reichsgau Wallonien | Bỉ kháng chiến                  |
| Vương quốc Bulgaria                                       | Không | 9/9/1944 – 11/1944                                       | Không | Bulgaria kháng chiến            |
| Vương quốc Đan Mạch                                       | Không | 9/4/1940 – 5/5/1945                                      | Không | Phong trào kháng chiến Đan Mạch |
| Vương quốc Hy Lạp                                         | Cơ quan quản lý quân sự tại Hy Lạp · - Quốc gia Hellenic | 6/4/1941 – 8/5/1945                                      | Không | Hy Lạp kháng chiến              |
| Vương quốc Hungary                                        | Vương quốc Hungary - Chính phủ thống nhất quốc gia | 19/3/1944 – 5/1945                                       | Không | Hungary kháng chiến             |
| Vương quốc Ý                                              | Cộng hòa Xã hội Ý - Vùng tác chiến Adriatic Littoral - Vùng tác chiến Alpine Foothills Chính quyền quân sự Kotor | 8/9/1943 – 2/5/1945                                      | Không | Phong trào kháng chiến Ý        |
| Vương quốc Na Uy                                          | Dân ủy Đế chế Vùng chiếm đóng Na Uy - Chính quyền Quốc gia | 9/4/1940 – 8/5/1945                                      | Không | Phong trào kháng chiến Na Uy    |
| Vương quốc Hà Lan                                         | Dân ủy Đế chế Vùng chiếm đóng Hà Lan | 10/5/1940 – 20/5/1945                                    | Không | Hà Lan kháng chiến              |
| Vương quốc Romania                                        | Không | 23/8/1944 – 11/1944                                      | Không | Romania kháng chiến             |
| Vương quốc Nam Tư Cộng hòa Užice Cộng hòa Bihać           | Vương quốc Albania Lãnh thổ Đức chiếm đóng Montenegro Quốc gia Độc lập Croatia - Vùng ảnh hưởng của Đức Nhà nước Độc lập Macedonia Chính quyền quân sự Kotor Tư lệnh Quân sự lãnh thổ Serbia · - Chính phủ Cứu quốc | 6/4/1941 – 15/5/1945                                     | Reichsgau Kärnten Reichsgau Steiermark | Nam Tư kháng chiến              |
| Công quốc Monaco                                          | Không | 8/9/1943 – 3/9/1944                                      | Không |                                 |
| Cộng hòa Phần Lan                                         | Không | 15/9/1944 – 25/4/1945                                    | Không | Phần Lan kháng chiến            |
| Cộng hòa Litvia Chính quyền lâm thời Litvia               | Dân ủy Đế chế phía Đông | 22/3/1939 – 21/7/1940 23/6/1941 – 5/8/1941               | Gau Đông Phổ | Litvia kháng chiến              |
| Cộng hòa Ba Lan                                           | Chính quyền quân sự Ba Lan Dân ủy Đế chế phía Đông Dân ủy Đế chế Ukraine | 1/9/1939 – 9/5/1945                                      | Bezirk Bialystok Gau Đông Phổ Gau Niederschlesien Chính quyền chung Reichsgau Danzig-West Prussia Reichsgau Wartheland                        | Ba Lan kháng chiến              |
| Cộng hòa San Marino                                       | Không | 17/9/1944 – 20/9/1944                                    | Không |                                 |
| Tư lệnh Quân sự lãnh thổ Serbia                           | Chính quyền Ủy viên Chỉnh phủ Cứu quốc | 30/4/1941 – 1/1945                                       | Không | Nam Tư kháng chiến              |
| Cộng hòa Slovak                                           | Lãnh thổ Đức bảo hộ tại Slovakia | 23/3/1939 – 5/1945                                       | Không | Slovakia kháng chiến            |
| Lãnh thổ Saar Basin                                       | Không | 1/3/1935 – 4/1945                                        | Gau Palatinate-Saar Gau Saar-Palatinate Gau Westmark                                                                                          | Nhân dân Saar Basin kháng chiến |
| Chính quyền Quốc gia Ukraina                              | Dân ủy Đế chế Ukraina | 30/6/1941 – 9/1941                                       | Chính quyền chung | Ukraina kháng chiến             |
| Liên bang Cộng hòa Xã hội chủ nghĩa Xô viết               | Chính quyền Quân sự Liên Xô Dân ủy Đế chế phía Đông Dân ủy Đế chế Ukraina | 22/6/1941 – 10/5/1945                                    | Bezirk Bialystok Chính quyền chung | Liên Xô kháng chiến             |

### Chính quyền lưu vong

#### Chính quyền đồng minh lưu vong
| Chính quyền lưu vong               | Thủ đô lưu vong                                                                                                | Thời gian lưu vong         | Thuộc chiếm đóng |
| ---------------------------------- | --- | -------------------------- | --- |
| Liên minh Dân chủ Áo               | London | 1941–1945                  | Đế ché Đức/Đế chế Đại Đức |
| Pháp Tự do                         | London · (1940–1941) · Algiers, Algérie thuộc Pháp · (1942 – 31/8/1944)                                        | 1940 – 31/8/1944           | Nhà nước Pháp Đế ché Đức/Đế chế Đại Đức Cơ quan quản lý quân sự ở Bỉ và Bắc Pháp Dân ủy Đế chế Bỉ và Bắc Pháp |
| Chính phủ Cộng hòa Ba Lan lưu vong | Paris (29(30)/9/1939 – 1940) Angers, Cộng hòa Pháp (1940 – 12/6/1940) London (12/6/1940 – 1990)                | 29(30)/9/1939 – 22/12/1990 | Đế ché Đức/Đế chế Đại Đức · Dân ủy Đế chế Đông · Dân ủy Đế chế Ukraine · Cộng hòa Slovak · Liên Xô · Cộng hòa Nhân dân Ba Lan |
| Bỉ                                 | London (22/10/1940 – 8/9/1944)                                                                                 | 22/10/1940 – 8/9/1944      | Đế ché Đức/Đế chế Đại Đức Cơ quan quản lý quân sự ở Bỉ và Bắc Pháp Dân ủy Đế chế Bỉ và Bắc Pháp |
| Đan Mạch                           | Không có | 1943–1945                  | Đế ché Đức/Đế chế Đại Đức |
| Luxembourg                         | London | 1940–1944                  | Đế ché Đức/Đế chế Đại Đức |
| Vương quốc Hy Lạp                  | Cairo, Ai Cập                                                                                                  | 29/4/1941 – 12/10/1944     | Đế ché Đức/Đế chế Đại Đức Vương quốc Ý Vương quốc Bulgaria |
| Na Uy                              | London | 7/6/1940 – 31/5/1945       | Dân ủy Đế chế Vùng chiếm đóng Na Uy |
| Vương quốc Nam Tư                  | London | 7/6/1941 – 7/3/1945        | Vương quốc Albania · Chính quyền Ủy viên · Đức chiếm lãnh thổ Montenegro · Đế ché Đức/Đế chế Đại Đức · Chính phủ Cứu quốc · Nhà nước Độc lập Croatia · Macedonia Độc lập · Vương quốc Bulgaria · Vương quốc Hungary · Lãnh thổ Tư lệnh quân sự Serbia · |
| Hà Lan                             | London | 1940–1945                  | Dân ủy Đế chế Vùng Lãnh thổ chiếm đóng Hà Lan |
| Chính phủ lâm thời Tiệp Khắc       | Paris (2/10/1939 – 1940) London (1940–1941) Aston Abbotts, Vương quốc Liên hiệp Anh và Bắc Ireland (1941–1945) | 2/10/1939 – 2/4/1945       | Đế ché Đức/Đế chế Đại Đức · Vương quốc Hungary · Cộng hòa Slovak |

#### Chính quyền phe Trục lưu vong
| Chính quyền lưu vong         | Thủ đô lưu vong                               | Thời gian lưu vong         | Thuộc chiếm đóng                                                                 |
| ---------------------------- | --------------------------------------------- | -------------------------- | -------------------------------------------------------------------------------- |
| Vương quốc Bulgaria          | Vienna, Đế chế Đại Đức                        | 16/9/1944 – 10/5/1945      | Vương quốc Bulgaria Vương quốc Hy Lạp · Vương quốc Nam Tư                        |
| Nhà nước Pháp                | Sigmaringen, Đế chế Đại Đức                   | 1944 –22/4/1945            | Chính phủ lâm thời Cộng hòa Pháp                                                 |
| Vương quốc Hungary           | Vienna, Đế chế Đại Đức Munich, Đế chế Đại Đức | 28(29)/3/1945 – 7/5/1945   | Cộng hòa Tiệp Khắc · Vương quốc Hungary · Vương quốc Romania · Vương quốc Nam Tư |
| Vương quốc Romania           | Vienna, Đế chế Đại Đức                        | 1944–1945                  | Vương quốc Romania                                                               |
| Hội đồng Nhà nước Montenegro | Zagreb, Nhà nước Độc lập Croatia              | Mùa hè năm 1944 – 8/5/1945 | Vương quốc Nam Tư                                                                |
| Cộng hòa Slovak              | Kremsmünster, Đế chế Đại Đức                  | 4/4/1945 – 8/5/1945        | Cộng hòa Tiệp Khắc                                                               |

#### Chinh phủ trung lập lưu vong
| Chính quyền lưu vong       | Thủ đô lưu vong | Thời gian lưu vong    | Thuộc chiếm đóng                                                                                      |
| -------------------------- | --- | --------------------- | --- |
| Cộng hòa dân chủ Belarus   | Prague, Cộng hòa Tiệp Khắc (1923–1938) Prague, Cộng hòa Tiệp Khắc (1938–1939) Prague, Đế chế Đức/Đế chế Đại Đức (1939–1945) | 1919 – nay            | Đế chế Đức/Đế chế Đại Đức Dân ủy Đế chế Đông Dân ủy Đế chế Ukraine Cộng hòa Ba Lan Liên Xô            |
| Cộng hòa Estonia           | Stockholm, Vương quốc Thụy Điển (1944 – 20/8/1991) Thành phố New York, Hoa Kỳ                                               | 17/6/1940 – 20/8/1991 | Dân ủy Đế chế phía Đông Liên Xô                                                                       |
| Cộng hòa Nhân dân Ukrainia | Warsaw, Cộng hòa Ba Lan (1920–1939) Prague, Đế chế Đức/Đế chế Đại Đức (1939–1944)                                           | 1920 – 22/8/1992      | Đế chế Đức/Đế chế Đại Đức · Vương quốc Hungary · Vương quốc Romania · Dân ủy Đế chế Ukraine · Liên Xô |